# Stergamataea
Stergamataea là một chi bướm đêm thuộc họ Geometridae.